# Majda Ankele
Majda Ankele, coniugata Samaluk (Kranj, 6 ottobre 1940), è un'ex sciatrice alpina slovena che gareggiò per la nazionale jugoslava.

## Biografia
Sciatrice polivalente, debuttò in campo internazionale in occasione del trofeo Hahnenkamm 1959 (Kitzbühel, 16-17 gennaio), dove si classificò 39ª nella discesa libera; ai IX Giochi olimpici invernali di Innsbruck 1964, sua prima presenza olimpica e iridata, si piazzò 33ª nella discesa libera, 25ª nello slalom gigante, 23ª nello slalom speciale e 15ª nella combinata, disputata in sede olimpica ma valida solo ai fini dei Mondiali 1964.
In Coppa del Mondo esordì nella stagione inaugurale del circuito, il 10 gennaio 1967 a Grindelwald in slalom speciale senza completare la prova, ottenne il primo piazzamento il 18 gennaio seguente a Schruns in discesa libera (37ª), conquistò il miglior risultato il 10 gennaio 1968 a Grindelwald in slalom gigante (32ª) e prese per l'ultima volta il via il giorno successivo nella medesima località in slalom speciale, senza completare la prova.
Ai successivi X Giochi olimpici invernali di Grenoble 1968, suo congedo agonistico internazionale, si classificò 36ª nella discesa libera, 29ª nello slalom gigante, 12ª nello slalom speciale e 15ª nella combinata, disputata in sede olimpica ma valida solo ai fini dei Mondiali 1968; gli ultimi risultati della sua carriera agonistica furono le medaglie d'oro vinte dalla Ankele in tutte le specialità dello sci alpino ai Campionati jugoslavi 1968.

## Palmarès

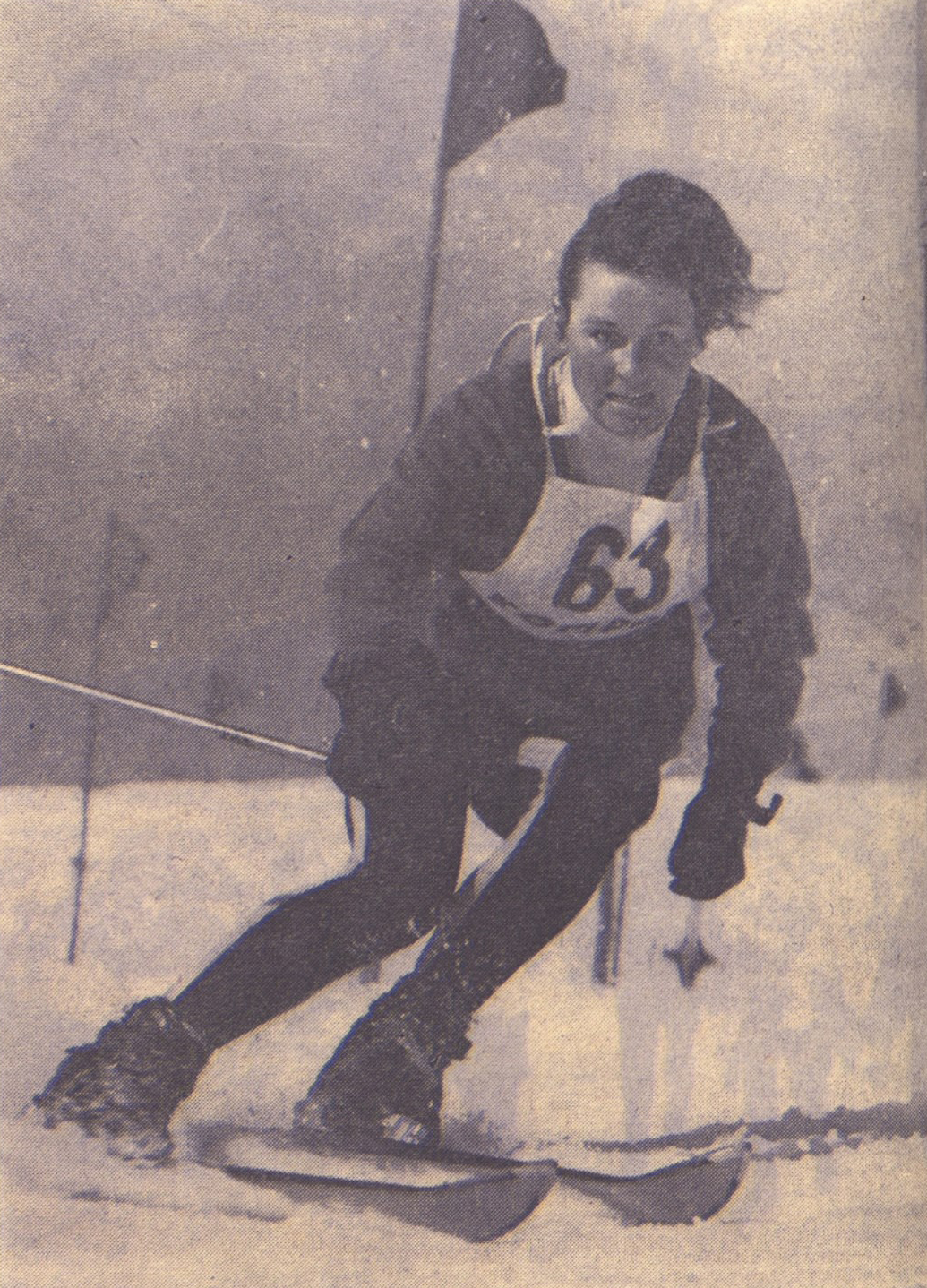
Majda Ankele in gara nel 1968

### Campionati jugoslavi
- 16 ori (discesa libera nel 1960; slalom speciale nel 1961; slalom gigante, combinata nel 1962; slalom gigante, slalom speciale, combinata nel 1964; slalom gigante nel 1965; discesa libera, slalom gigante, slalom speciale, combinata nel 1967; discesa libera, slalom gigante, slalom speciale, combinata nel 1968)[8]